# Lødingen
Lødingen – norweskie miasto i gmina leżąca w regionie Nordland.
Lødingen jest 198. norweską gminą pod względem powierzchni.

## Demografia
Według danych z roku 2005 gminę zamieszkuje 2349 osób. Gęstość zaludnienia wynosi 4,42 os./km². Pod względem zaludnienia Lødingen zajmuje 315. miejsce wśród norweskich gmin.
| ludność stan na 1 stycznia 2005 |         |           |       |
|                                 | kobiety | mężczyźni | razem |
| osób                            | 1164    | 1185      | 2349  |
| %                               | 49,55%  | 50,45%    | 100%  |

| wykształcenie stan na 1 października 2004 |        |         |        |        |
|                                           | podst. | średnie | wyższe | niezn. |
| osób                                      | 499    | 1114    | 294    | 34     |
| %                                         | 25,71% | 57,39%  | 15,15% | 1,75%  |

## Edukacja
Według danych z 1 października 2004:
- liczba szkół podstawowych (norw. grunnskoler): 3
- liczba uczniów szkół podst.: 328

## Władze gminy
Według danych na rok 2011 administratorem gminy (norw. rådmann) jest Per Gunnar Johnsen, natomiast burmistrzem (norw. ordfører, d. borgermester) jest Vibeke Tveit.